# Dave Pegg
Dave Pegg, narozen jako David Pegg (* 2. listopadu 1947 v Acocks Green, Birmingham, Anglie), je baskytarista známý ze svého působení ve skupinách Fairport Convention a Jethro Tull.

## Historie
Nejdříve hrál na kytaru ve školní skupině, v 60. letech se pak stal profesionálním hudebníkem. Do skupiny The Uglys, birminghamské rockové skupiny vedené Steve Gibbonsem, přišel na konkurz jako kytarista ale byl mu nabídnut post baskytaristy. Hrál krátký čas také s birminghamskou folkovou skupinou The Ian Campbell Folk Group, kde potkal houslistu Dave Swarbricka, který v roce 1970 představil Pegga skupině Fairport Convention. Ashley Hutchings, baskytarista a zakládající člen skupiny, odešel k formujícím se Steeleye Span a tak jej Pegg nahradil a toto spojení trvá dodnes. Když se skupina Fairport poprvé v roce 1979 rozpadla, připojil se k rockové skupině Jethro Tull a hrál s nimi převážnou část 80. let, i když se Fairport v roce 1985 znovu sjednotili. V roce 1987 absolvovali Jethro Tull turné po USA s Fairport Convention jako předkapelou: hrál na každém koncertě s oběma skupinami.

### Fairport Convention 1969-79
Do Fairport Convention přišel koncem roku 1969 a okamžitě navázal úzké muzikantské vztahy s bubeníkem Dave Mattacksem, dobré vztahy měl i s ostatními členy skupiny. Ačkoliv Hutchings byl dobrý baskytarista, je všeobecně známo, že Pegg hrál s větší jistotou, komplexně a energicky. Ashley Hutchings jej označuje za hudebníka, který našel techniku hraní na baskytaru, vhodnou pro folkové tance jako jsou jig a reel dance a která byla vhodnější než prostá basová linka, což následně převzali mnozí folkoví a stejně tak i folk punkoví baskytaristé. Toto bylo zřejmé již na turné po Británii a Americe v roce 1970, kdy byli předskupinou Jethro Tull, záznam vyšel na albu Live at the L.A. Troubadour (1977). Jeho první album s Fairport Convention, Full House (1970), je mnoha kritiky považováno za dokonalé díky novému baskytaristovi.

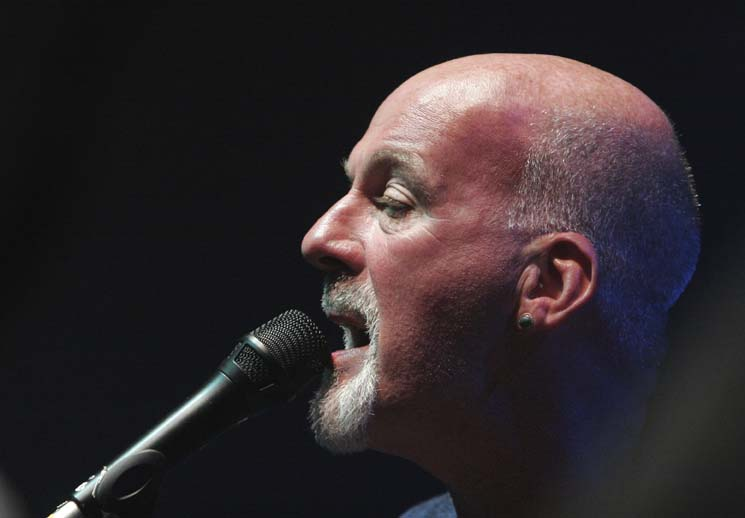
Dave Pegg na Fairport's Cropredy Convention, 2005

Poté, kdy se připojil ke skupině, přestěhovali se všichni členové i s rodinami z Birminghamu do bývalého hostince Angel v Hadham, Hertfordshire. Toto se také stalo tématem pro titulní píseň následujícího alba Angel Delight (1971). Na následujícím albu Babbacombe Lee, folk-rockové opeře vymyšlené Swarbrickem, byl autorem sedmi z patnácti skladeb. Další album Rosie obsahovalo jeho tři skladby, včetně písně Peggy's Pub, popisující jeho dlouhodobé ambice.
V roce 1971, kdy Simon Nicol a Dave Mattacks opustili skupinu, Pegg a Swarbrick zůstali jedinými členy skupiny.
Pegg, Swarbrick a nový bubeník Bruce Rowland během nahrávání nového alba Gottle O'Geer přemlouvali Nicola aby se ke skupině znovu připojil. Tento kvartet podepsal smlouvu se společností Vertigo a vydal dvě alba, The Bonny Bunch of Roses (1977) a Tipplers Tales (1978). V těchto albech bylo použito nejvíce tradicionálů, krom Peggových instrumentálek. Protože řemeslně dobře udělaná alba se moc dobře neprodávala, Vertigo jim vypovědělo smlouvu. Protože skupina neměla smlouvu a Swarbrick trpěl akutními sluchovými problémy, rozhodli se skupinu rozpustit a uspořádat 4. srpna 1979 poslední koncert na festivalu Cropredy v Oxfordshire, blízko místu kde Pegg žil.
Když byl členem Fairport Convention, hrál na mnoha albech různých hudebníků, mezi nejvýznamnější patří: Drakeovo Bryter Layter (1970); Solid Air (1973) a One World (1977) Johna Martina, stejně jako práce pro bývalé i současné členy Fairport, včetně několika alb Dave Swarbricka, Like an Old Fashioned Waltz (1973) a Rendezvous (1977) od Sandy Denny a Pour Down Like Silver (1975) Richarda Thompsona. Objevil se na třech albech Ralpha McTella, včetně Streets (1973) a Slide Aside the Screen (1976), která Pegg také produkoval.

### Woodworm a Jethro Tull 1980-1985
I když se Fairport rozpadli, pokračovali v každoročním hraní na setkání v Cropredy, doplňovaným novoročními akcemi v méně významných lokalitách a příležitostně na větších evropských festivalech. Protože žádná z nahrávacích společností neměla zájem vydávat nahrávky z koncertů Cropredy, Pegg a jeho žena Christine založili svoji vlastní značku, Woodworm Records. Vydali závěrečný koncert jako album Farewell, Farewell (1979) a související nahrávky byly vydány jako ‘oficiální bootlegy’. Ve svém domě si založil malé nahrávací studio a s penězi, které měl z nahrávání u firmy Vertigo, mohl studio zdokonalovat, až jej přestěhoval do bývalé kaple. Tak vybudoval své vlastní studio a vlastní značku. Od roku 1979 tam nahrávali různí umělci jako Steve Ashley. Peggovi pak začali fanouškům, kteří měli zájem na zachování skupiny, zasílat poštou pravidelně informace a Christine pak převzala organizování Cropredy Festivalu, který v 80. letech měl každý rok kolem 18 000 návštěvníků
V roce 1979 Ian Anderson jej pozval, aby v Jethro Tull zaskočil za nemocného Johna Glascocka, na turné k albu Stormwatch. Po Glascockově smrti byl Pegg přizván do skupiny, která v té době byla stále jednou z nejvýznamnějších na světě. Peggovi to zajistilo dobře placené zaměstnání po následujících patnáct let. Pegg se tak připojil ve zlomovém okamžiku pro Jethro Tull. První práce ve studiu, které se s Jethro Tull zúčastnil, bylo původně zamýšleno jako Andersonovo sólové album, na kterém měl z celé skupiny hrát pouze Martin Barre. Album s názvem A (1980), bylo v kontrastu s předchozími alby, inspirovanými středověkou a folkovou hudbou, zatímco toto album bylo úplně jiné a používalo hodně syntezátory. Následující album, Broadsword and the Beast (1982) mělo těžší zvuk a středověkou tematiku a on sám vystupoval na pódiu v pseudo-středověkém kostýmu, vedle vikinské lodi.
Vydal dvě sólová alba: The Cocktail Cowboy Goes It Alone (1983) a Birthday Party (1998), obě na Woodworm Records. Od roku 1979, účinkují Fairport na Cropredy Festivalu, třídenní hudební události v Oxfordshire. Nejdříve festival organizoval společně se svou manželkou Christine, až do jejich rozvodu. Pořadatelství se pak ujala celá skupina a festival se od té doby jmenuje Fairport's Cropredy Convention. Žije v Banbury, Oxfordshire. Má dceru Stephanii a jeho syn Matt Pegg je baskytarista, který hraje se skupinami Procol Harum a Francis Dunnery.